# Ole Buttermilk Sky
Ole Buttermilk Sky ist ein Song von Hoagy Carmichael (Musik) und Jack Brooks (Text), der 1946 veröffentlicht wurde.
Carmichael und Brooks schrieben Ole Buttermilk Sky für den Western Feuer am Horizont (Originaltitel: Canyon Passage. 1946) unter der Regie von Jacques Tourneur, mit Dana Andrews; Brian Donlevy und Susan Hayward in den Hauptrollen. Hoagy Carmichael stellt den Song in der Filmmusik vor. Ole Buttermilk Sky erhielt 1947 eine Oscar-Nominierung in der Kategorie Bester Song.

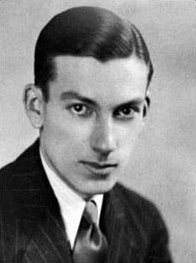
Hoagy Carmichael

Carmichael selbst glaubte nicht, dass der spontan entstandene Song für den Film geeignet sei und bat den Produzenten Walter Wanger, ihn nicht zu verwenden. Dieser war jedoch vom Erfolg des Songs überzeugt; obwohl Carmichael zunächst protestierte, wurde der Song in den Film aufgenommen.
Hoagy Carmichaels Plattenaufnahme des Songs mit Lou Bring and His Orchestra erschien auf Decca 23769, gekoppelt mit Talking Is a Woman, bzw. auf der Brunswick-78er 03709, gekoppelt mit Huggin’ & Chalkin’; er kam auf #2 der Charts, wo er vier Wochen blieb. Der Song wurde 1946 in der Coverversion des Kay Kyser Orchestra mit Mike Douglas (Columbia 37073) ein Nummer-eins-Hit in den USA.
Nach Ansicht des Carmichael-Biografen Richard Sudhalter war Ole Buttermilk Sky mit seiner Songstruktur und „falschen“ Westernrhythmik schwierig zu spielen; jedoch wurde er von mehreren Jazzmusikern und -sängern aufgenommen. Gecovert wurde Ole Buttermilk Sky dann in den 1940er-Jahren u. a. von Helen Carroll (RCA Victor 20-1982), Lonzo & Oscar (RCA Victor 20-2309), Danny O’Neil (Majestic 7199), Rusty Draper (Mercury 70938) und dem Paul Weston Orchestra mit Matt Dennis (Capitol 285) und in den 1950er- und 1960er-Jahren noch von Nellie Lutcher (Liberty RLP 3014), Bill Black (Hi Records 2036) und The Four Freshmen gecovert. In späteren Jahren interpretierten Willie Nelson (Stardust. 1978), Barbara Lea (Hoagy’s Children: Songs Of Hoagy Carmichael. 1981), Randy Carmichael (Carmichael sings Carmichael. 1992) und Keith Ingham den Song.